# Aramostra
L'aramostra (lobstrosity), o pseudoaragosta, è un crostaceo immaginario creato dallo scrittore Stephen King. È una razza di mostri apparsa nel romanzo La chiamata dei tre, il secondo della saga fantasy La torre nera. Il nome originale è lobstrosity, parola macedonia di lobster (astice) e monstrosity (mostruosità), in italiano il traduttore Tullio Dobner ha coniato il termine aramostra, che ricorda però un altro crostaceo, l'aragosta (in inglese spiny lobster), diverso dall'astice (l'aragosta non ha chele) ma spesso confuso con esso nel parlar comune. 

## Caratteristiche
Le aramostre sono lunghe all'incirca un metro, sembrano un incrocio tra astici, ragni e gamberi (per la "coda" piegata all'indietro), hanno gli occhi in cima a delle antenne, e chele affilatissime che riescono a tagliare qualsiasi cosa. In più emettono degli strani versi che risuonano come interrogativi umani, ma privi di significato: «Didacevi? Didadoci? Damaciami? Didarami?». Vivono nel mare, ma al calar delle tenebre escono dall'acqua per salire alcuni metri sulla spiaggia, in cerca di cibo.

## Ruolo nel romanzo
Alla fine del romanzo L'ultimo cavaliere, il protagonista, Roland Deschain, si addormenta sulla spiaggia del Mare Occidentale. Al risveglio, ossia all'inizio de La chiamata dei tre, si risveglia circondato da questi esseri mostruosi, e scopre troppo tardi che si nutrono anche di carne umana. Impossibilitato a difendersi perché le sue pistole sono bagnate, Roland subisce l'attacco delle aramostre: le bestie gli tranciano indice e medio della mano destra e un alluce.
Sfuggito per un soffio ai mostri, Roland sarà vittima di atroci sofferenze per tutta la durata del romanzo, a causa del morso delle aramostre, che lo ha infettato con un germe sconosciuto. Il pistolero riuscirà ad eliminare l'infezione solo grazie all'aiuto dei suoi compagni del ka-tet, che lo cureranno con gli antibiotici terrestri.
A metà del romanzo, tuttavia, le aramostre si riveleranno anche un valido aiuto per Roland, che le "userà" per uccidere un avversario proveniente dalla Terra.